# 金属杂环化合物

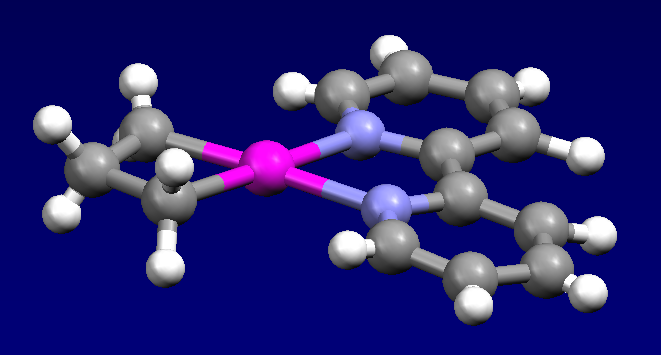
铂杂环丁烷配合物PtC_{3}H_{6}(bipy)的结构，它来自环丙烷的活化。

金属杂环化合物（英语：Metallacycle或Metallacyclic compound）是一类有机金属化合物，是金属原子取代了碳环状化合物中至少一个碳形成的化合物。金属杂环化合物通常以活性中间体的形式存在于催化反应中，如烯烃复分解反应和炔烃三聚反应。在无机合成中，邻位定向金属化反应通过碳-氢键活化反应用于芳烃的官能团化。碳环化合物上金属原子取代的一个主要效应就是几何构型的扭曲变化，这源自于金属原子的大体积。

## 命名
通常来说，金属杂环化合物是有两个金属-碳键的杂环化合物。

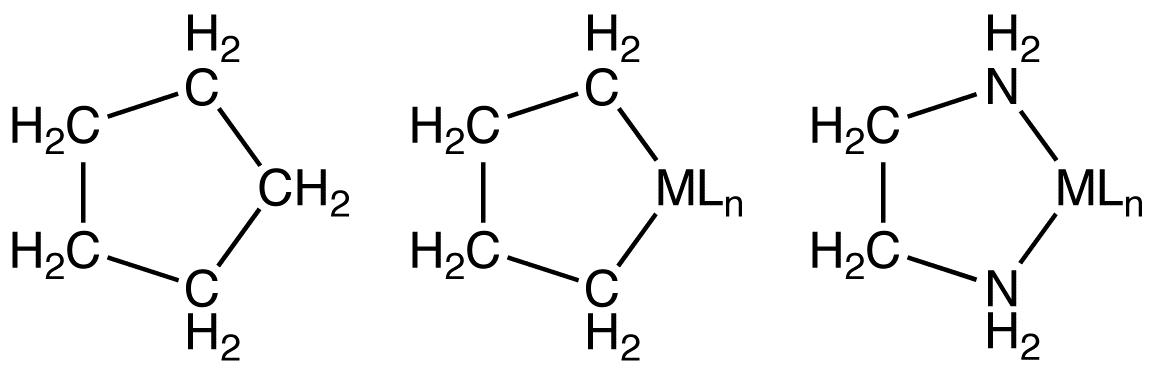
碳杂环（环戊烷）、金属杂环（金属杂环戊烷）和金属螯合的乙二胺的结构，其中螯合物不认为是一个金属杂环化合物。

很多含环内杂有金属的化合物是已知的，如螯合环。通常，螯合的金属环不被认作是金属杂环化合物，但它们的命名不会严格遵循常规。例如在配位化学和超分子化学中的“金属冠”（metallacrown）、金属穴醚（metallacryptands）、金属螺旋（metallahelices）和分子轮（molecular wheels）等。

## 金属杂环化合物的分类
金属-烯烃配合物可以视作是最小的金属杂环化合物，但严格来说它们并不是金属杂环化合物。在杜瓦-查特-邓肯森模型中，M(η2-烯)的中心是金属杂环丙烷。

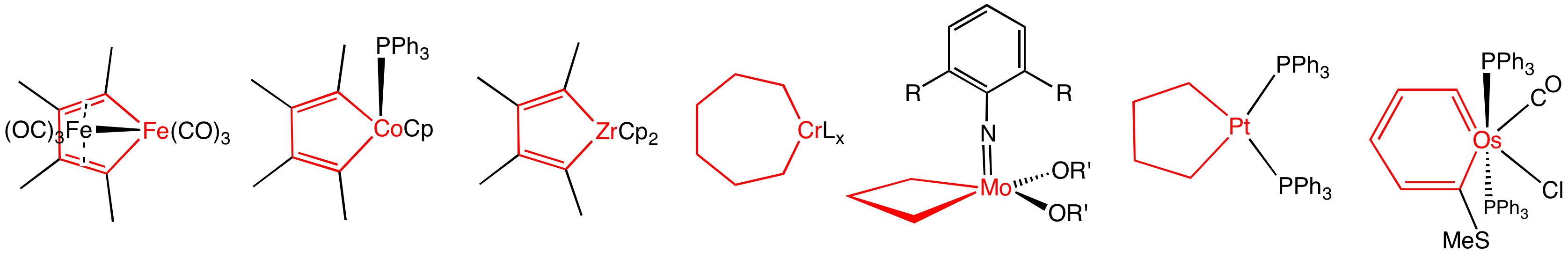
几种代表性的金属杂环化合物。从左至右分别为：铁唑、钴杂茂（由炔烃三聚反应捕获的中间体）、锆杂茂、铬杂環庚烷（乙烯三聚的中间体，L未定）、钼杂环丁烷、铂杂环戊烷和锇杂苯。

### 金属杂环丁烷
金属杂环丁烷的母体的化学式为LnM(CH2)3，其中L是金属M的配体。一个稳定化合物的例子是(PPh3)2Pt(CH2)3，这是第一个通过铂对环丙烷的氧化加成反应制备的化合物。

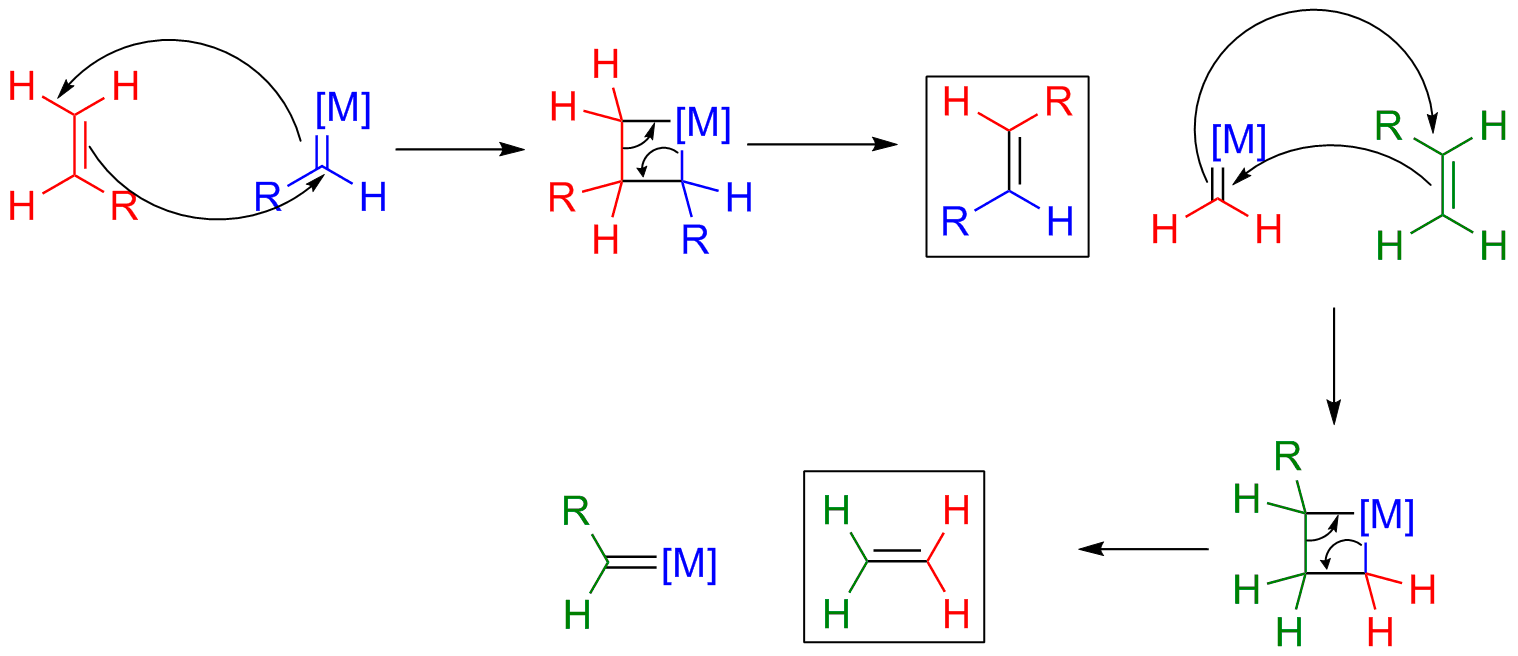
烯烃复分解反应的Chauvin机理。

金属杂环丁烷的中间体参与烯烃复分解反应和乙烯的低聚或二聚反应。在烯烃的复分解反应中，Chauvin机理认为烯烃进攻亲电子金属卡宾催化剂。这项工作有助于验证Chauvin烯烃复分解机理。

### 金属杂茂
金属杂茂（即金属杂环戊二烯）母体的化学式为LnM(CH)4。它们大部分通过在低价金属衍生物如Co(I)和Zr(II)的存在下的两分子炔烃偶联得到。过渡金属衍生物（Co和Ni）是金属催化炔烃三聚为芳烃的中间体，而相对较轻的过渡金属（如Ti和Zr）的衍生物可按化学计量比反应。例如，锆杂茂的衍生物Cp2ZrC4Me4是C4Me42−的载体。最早发现的金属杂环化合物是铁咯类（ferroles）化合物，即双金属杂环戊二烯配合物，化学式为Fe2(C2R4)(CO)6，它们由炔烃的耦合或噻吩的脱硫反应得到。

### 金属杂环戊烷
金属杂环戊烷母体的结构式为LnM(CH2)4，这类化合物是金属催化乙烯二聚、三聚或四聚反应的中间体，这些反应会分别生成1-丁烯、1-己烯和1-辛烯。

### 金属杂苯

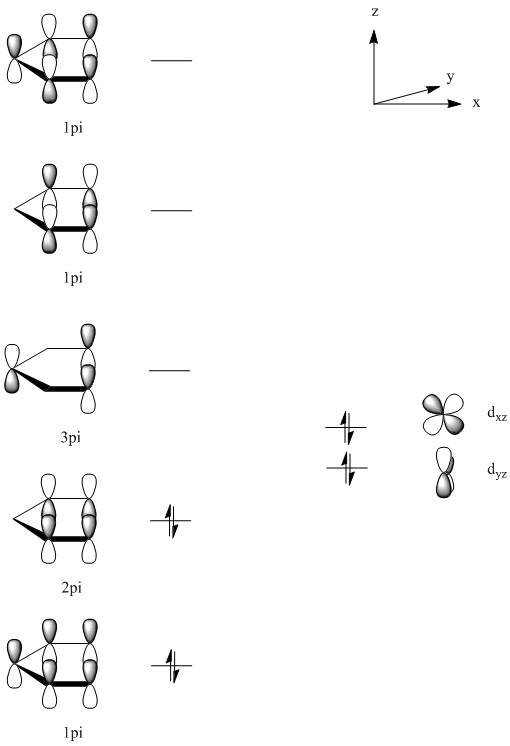
轨道间的相互作用产生环离域的π电子结构。

金属杂苯（又称金属苯）母体结构式可以表示为LnM(CH)5。自苯的结构发现以后，很多具有此类结构的类似物便有了报道。例如吡啶、磷杂苯、砷杂苯和吡喃鎓，金属杂苯也是其中之一。
金属苯配合物可以分为三类，在这些化合物中，母体非环烃类配体可以看作C5H5−阴离子。金属杂环的6π电子符合休克尔(4n+2)规则。
第一个被报道的稳定金属苯是锇杂苯衍生物Os(C5H4S)CO(PPh3)2。根据其它金属杂芳烃的性质，其Os-C键键长约为2.0 Å，比普通C-C键要长（苯的为1.39 Å），这使六元环发生扭曲。在1H NMR谱中，环上质子的吸收峰位于低场区，可用芳环“环状电流”的屏蔽效应来解释。锇杂苯及其衍生物可以看作Os(II)的d6八面体配合物。
得到分离并表征的金属苯还有钌、铱、铂和铼的金属杂苯。

## 拓展阅读
- 卓庆德, 王铜道, 周小茜,等. 过渡金属杂小环的扩环反应研究进展[J]. 有机化学, 2014, 34(8):1471-1486.